# Rudolf Allers
Rudolf Allers (geboren als Rudolf Abeles am 13. Jänner (Januar) 1883 in Wien, Österreich-Ungarn; gestorben am 14. Dezember 1963 in Hyattsville, Maryland) war ein österreichisch-amerikanischer Psychiater und Philosoph, der sich mit den philosophischen Grundlagen der Medizin und medizinischen Psychologie, der Scholastik und psychotherapeutischen Richtungen auseinandersetzte. Als Vertreter einer existentialistischen Psychiatrie nimmt Allers in seinen Schriften Bezug auf Denker der phänomenologischen Tradition seit Edmund Husserl, darunter etwa Viktor E. Frankl, Jean-Paul Sartre, Max Scheler, Martin Heidegger und Maurice Merleau-Ponty.

## Leben
Rudolf Abeles wurde am 13. Januar 1883 als Sohn jüdischer Eltern in Wien geboren. Der Vater, Marcus Mordechai Abeles, war Internist und Balneologe. Nach Abschluss seines Medizinstudiums (1906) an der Universität Wien mit dem Dr. med. germanisierte Rudolf Abeles 1907 seinen Nachnamen in Allers. Im November 1908 folgte die Heirat mit der im gleichen Jahr zum Katholizismus konvertierten Jüdin Carola Meitner (1886–1952), einer jüngeren Schwester der Physikerin Lise Meitner. Im Zusammenhang mit seiner Heirat konvertierte auch er zum Katholizismus. 1920 wurde der gemeinsame Sohn Ulrich geboren.
Nachdem er ab 1907 zunächst in einem biochemischen Labor in Wien tätig gewesen war, arbeitete er an Kliniken in München und Prag. 1913 habilitierte er sich in München bei Emil Kraepelin im Fach Psychiatrie. Während des Ersten Weltkrieges diente er als Chirurg in der österreichisch-ungarischen Armee.
Nach dem Krieg war er als Dozent für medizinische Physiologie und Sinnesphysiologie und Leiter der entsprechenden Abteilung am Institut für Physiologie der Medizinischen Fakultät Wien tätig. In diese Zeit fällt auch seine Freundschaft mit dem späteren Theologen Hans Urs von Balthasar. Ab 1926 war er Leiter einer Erziehungsberatungsstelle des Caritas-Verbandes. 1934 beendete er ein Philosophiestudium an der Universität Mailand mit dem Dr. phil. Aufgrund seiner jüdischen Herkunft von den Nationalsozialisten verfolgt, konnte er in der Zeit des Austrofaschismus noch mit erzbischöflicher Erlaubnis gedeckt publizieren, wurde aber im April 1938 seines Amtes enthoben und emigrierte in der Folge in die Vereinigten Staaten. Dort setzte er seine akademische Tätigkeit als Professor für Philosophie und Psychologie an der Catholic University of America in Washington, D.C. fort. 1948 wurde er Professor an der Georgetown University. Am 14. Dezember 1963 verstarb er in Hyattsville.
Er gehörte der Schule der Individualpsychologie von Alfred Adler in Wien an, trat aber mit anderen (wie Oswald Schwarz) 1927 aus, nachdem es mit Adler zu Streitigkeiten kam. Allers gehörte einer katholisch-konservativen Gruppen unter den Individualpsychologen an, Adler wollte philosophische Strömungen raushalten. Als eine marxistische Richtung der Individualpsychologen unter Manès Sperber Schwarz und andere als reaktionär verurteilte, sprang Adler nicht zur Verteidigung der Gruppe um Allers bei und diese traten aus dem individualpsychologischen Verein aus. Danach wandte er sich verstärkt der katholischen Kirche zu und versuchte Individualpsychologie und Psychotherapie mit deren Lehre zu verbinden.

## Schriften (Auswahl)

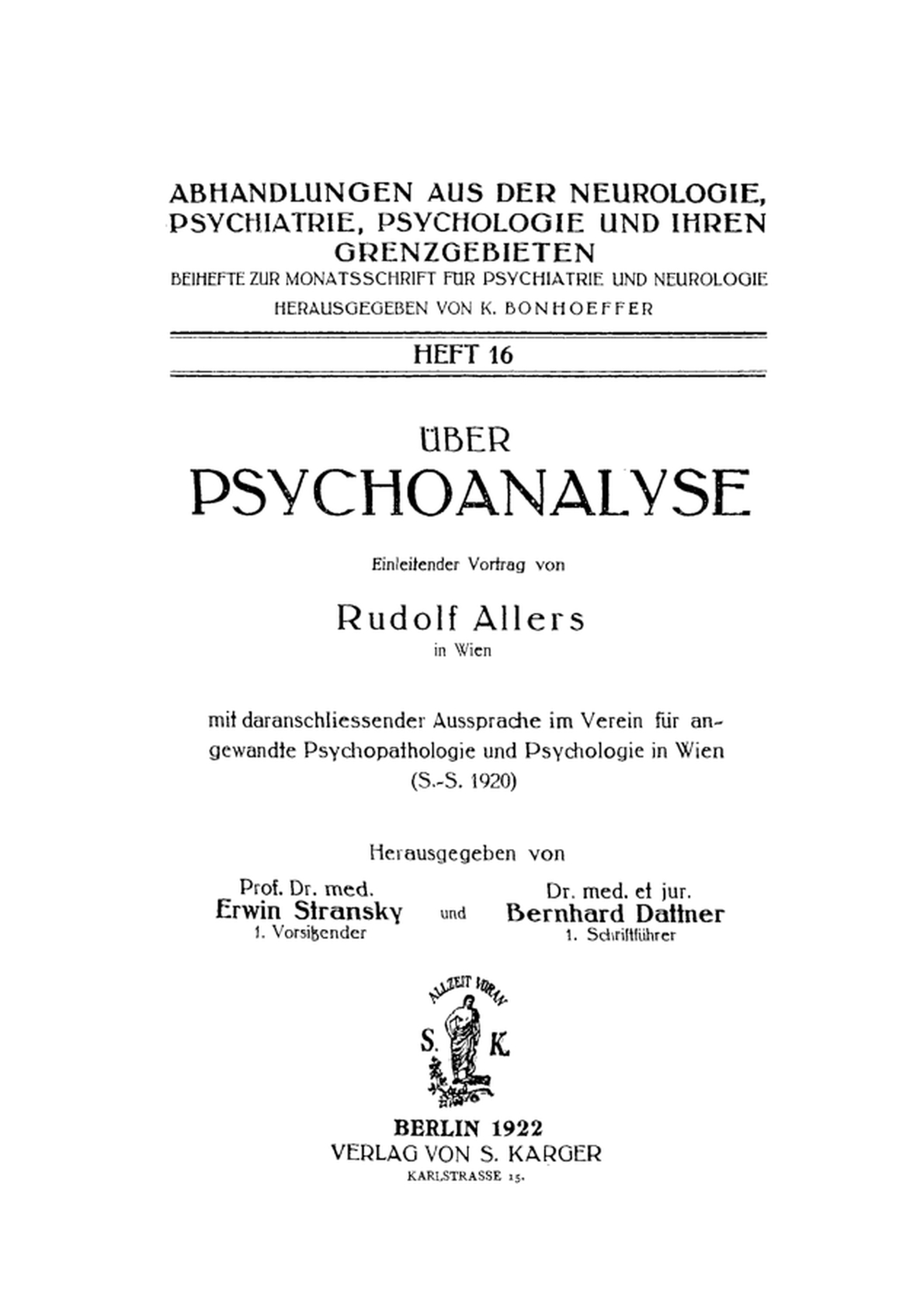
Über Psychoanalyse bei S. Karger (1922)

- Über Psychoanalyse. Einleitender Vortrag mit anschliessender Aussprache im Verein für angewandte Psychopathologie und Psychologie in Wien, Berlin: S. Karger 1922.
- Das Werden der sittlichen Person. Wesen und Erziehung des Charakters, 1929
- Die Wiener Medizinische Schule. Heimat-Verlag, Brixlegg 1938 (Österreichische Bücherei Bd. 10/3A)
- Self Improvement, London: Burns Oates & Washbourne, 1939.
- The Successful Error. A Critical Study of Freudian Psychoanalysis, New York: Sheed & Ward, 1940.
- Psychiatry and the Role of Personal Belief, in: Braceland F. J. (Hg.), Faith, Reason and Modern Psychiatry. Sources for a Synthesis, New York: P.J. Kennedy & Sons 1955, 31–62.
- Existentialism and Psychiatry: Four Lectures, Springfield, IL: Charles C. Thomas, 1961.
- The Philosophical Work of Rudolf Allers: A Selection, hg. v. J. A. Mann, Washington: Georgetown University Press, 1965.
- Abnorme Welten. Ein phänomenologischer Versuch zur Psychiatrie. Hrsg. kommentiert und eingeleitet von Alexander Batthyány. Weinheim/Basel: Beltz, 2008.
- Work and Play. Collected papers on the Philosophy of Psychology (1938-1963). Edited & with an Introduction by Alexander Batthyány, Jorge Olaechea Catter & Andrew Tallon. Marquette Studies in Philosophy 64, 2009.